# 薩姆南厄爾
薩姆南厄爾（挪威語：Samnanger）是挪威的一個市镇，位於韦斯特兰郡，行政中心为蒂瑟村。市镇面积为269平方公里，人口数量为2,485人（2020年），人口密度为每平方公里9.7人。